# 凱拉·謝爾-奧萊根
凱拉·謝爾-奧萊根是出身於紐西蘭南島的毛利人（Kāi Tahu族）。她關注氣候變遷、原住民族以及身心障礙者權利。在COP25會議上，她代表非政府組織對著世界各國政府說：「停止用你們的假措施占據做事的餘地。給我們讓開。」。在2023年，入選當年度的BBC 100 Women。

## 生平
謝爾-奧萊根是來自Te Waipounamu（新西蘭南島）的毛利人。她是Kāi Tahu部落的成員，在1993年左右出生。在與她關係良好的家庭中，她的母親是Viv Greenwood，父親是Tūhura Otago博物館的策展人Gerard O’Regan。她的祖父是學者 Tipene O'Regan。
她受過醫學高等教育，並關注其中的健康議題；在醫學院就讀期間，她對原住民健康不平等問題以及全球原住民社群如何受到健康不平等和氣候變遷的影響等議題產生了興趣。

## 活動
她曾是Ora Taiao——由紐西蘭的衛生專業人員組成，致力於氣候與健康議題倡議與解決的非營利、非政府組織
——的理事會成員。

在2019年的COP25會議上，她對著大會和媒體抗議，指摘原住民在開幕式上被邀請上台卻隨後被忽視或當成一種裝樣子的「象徵物（tokens）」的情形；她指控，特殊的規則被施加在他們（原住民）身上，而且他們的人權被忽視。
感覺就像他們利用原住民作為象徵，在那裡參加開幕式，與部長們合影留念，但一旦我們試圖行使我們的權利，他們就開始對我們施加各種不適用於其他人的規則。
（It felt like they utilised indigenous people as tokens, there for the opening ceremony, posing for photos with ministers, but as soon as we tried to exercise our rights they started imposing all sorts of rules on us that didn't apply to others.）
她代表國際原住民氣候變遷論壇說：「我們是氣候專家。我們是Kaitiaki ，是大自然的管理員」。然而，原住民沒有官方代表，因為只有國家才有官方代表。在COP25會議上，她被允諾發言，卻要等到會議結束很久才得以發表演說。她的發言引發媒體注意，她站在國際原住民族氣候變遷論壇（International Indigenous Peoples Forum on Climate Change）的立場要求在場政府代表「讓出位置」：
停止以你們的虛假方案佔據空間。給我們讓開。
（Stop taking up space with your false solutions and get out of our way.）
2020年新西蘭舉行了選舉。英國《衛報》邀請謝爾-奧萊根以「主要的評論員（a leading commentator）」身份對前任政府給出評價。她給予阿爾登政府「C+」的評價，同時指出其雖然做出宣示，但並未做出改變。而在她偏好的綠黨方面，雖然很有野心地推出了「零碳法案（Zero Carbon Act）」，但她認為將之評為「平淡無奇（lacklustre）」。
她因為在氣候變遷、原住民以及身心障礙者權利倡議者的工作，被列為2023年BBC 100 Women之一。